# Tatjana Andrejewna Sorina
Tatjana Andrejewna Sorina (geborene Aljoschina; russisch Татьяна Андреевна Сорина (Алёшина), wiss. Transliteration Tat'jana Andreevna Sorina; * 13. April 1994 in Tjumen) ist eine russische Skilangläuferin.

## Werdegang
Sorina startete im November 2009 Werschina Tjoi erstmals im Eastern-Europe-Cup und belegte dabei den 133. Platz über 5 km klassisch und den 95. und 85. Rang im Sprint. Im November 2014 erreichte sie mit Platz acht im Sprint in Werschina Tjoi ihre erste Top-Zehn-Platzierung im Eastern-Europe-Cup. Bei den U23-Weltmeisterschaften 2015 in Almaty errang sie den 27. Platz über 10 km Freistil und den 17. Platz im Sprint. In der Saison 2016/17 kam sie im Eastern-Europe-Cup sechsmal unter die ersten Zehn, darunter Platz zwei im Sprint in Krasnogorsk und erreichte damit den zehnten Platz in der Gesamtwertung. Bei den U23-Weltmeisterschaften 2017 in Soldier Hollow gelang ihr der 21. Platz über 10 km Freistil, der 17. Rang im Skiathlon und der zehnte Platz im Sprint. Ihr erstes Weltcuprennen lief sie im März 2017 in Drammen, welches sie auf dem 45. Platz im Sprint beendete. Nach Platz eins im Sprint beim Eastern-Europe-Cup in Werschina Tjoi zu Beginn der Saison 2017/18, holte sie im Januar 2018 in Dresden mit dem 28. Platz im Sprint ihre ersten Weltcuppunkte.
Zu Beginn der Saison 2020/21 erreichte Sorina mit dem zweiten Platz beim Ruka Triple ihre erste Podestplatzierung im Weltcup. Es folgten weitere Top-Zehn-Platzierungen in Davos und kam bei der Tour de Ski 2021 siebenmal unter die ersten Zehn und belegte damit den vierten Platz in der Tourwertung. Beim Saisonhöhepunkt, den Nordischen Skiweltmeisterschaften in Oberstdorf, gewann sie die Silbermedaille mit der Staffel. Ihre beste Einzelplatzierung dort war der fünfte Platz über 10 km Freistil. Zum Saisonende wurde sie im Engadin Neunte im 10-km-Massenstartrennen und Sechste in der Verfolgung und erreichte abschließend den achten Platz im Distanzweltcup und den fünften Rang im Gesamtweltcup. Ende März 2021 wurde sie in Tjumen russische Meisterin im Skiathlon und über 10 km Freistil. In der Saison 2021/22 siegte sie in Lillehammer mit der Staffel und errang bei der Tour de Ski 2021/22 den sechsten Platz. Dabei wurde sie in Oberstdorf Dritte im 10-km-Massenstartrennen. Bei den Olympischen Winterspielen 2022 in Peking gewann sie die Goldmedaille mit der Staffel. Zudem  wurde sie dort Elfte im Skiathlon, Zehnte über 10 km klassisch sowie Fünfte im 30-km-Massenstartrennen. Die Saison beendete sie auf dem 15. Platz im Gesamtweltcup.

## Erfolge

### Weltcupsiege im Team
| Nr. | Datum            | Ort         | Disziplin          |
| --- | ---------------- | ----------- | ------------------ |
| 1.  | 5. Dezember 2021 | Lillehammer | 4 × 5 km Staffel 1 |

### Siege bei Continental-Cup-Rennen
| Nr. | Datum             | Ort            | Disziplin       | Serie              |
| --- | ----------------- | -------------- | --------------- | ------------------ |
| 1.  | 21. November 2017 | Werschina Tjoi | Sprint Freistil | Eastern Europe Cup |
| 2.  | 23. Dezember 2018 | Krasnogorsk    | 10 km Freistil  | Eastern Europe Cup |

## Teilnahmen an Weltmeisterschaften und Olympischen Winterspielen

### Olympische Spiele
- 2022 Peking: 1. Platz Staffel, 5. Platz 30 km Freistil Massenstart, 10. Platz 10 km klassisch, 11. Platz 15 km Skiathlon

### Nordische Skiweltmeisterschaften
- 2021 Oberstdorf: 2. Platz Staffel, 5. Platz 10 km Freistil, 8. Platz 30 km Skiathlon, 9. Platz 30 km klassisch Massenstart, 21. Platz Sprint klassisch

## Platzierungen im Weltcup

### Weltcup-Statistik
Die Tabelle zeigt die erreichten Platzierungen im Einzelnen.
- 1.–3. Platz: Anzahl der Podiumsplatzierungen
- Top 10: Anzahl der Platzierungen unter den ersten zehn
- Punkteränge: Anzahl der Platzierungen innerhalb der Punkteränge
- Starts: Anzahl gelaufener Rennen in der jeweiligen Disziplin
- Hinweis: Bei den Distanzrennen erfolgt die Einordnung gemäß FIS.

| Platzierung               | Distanzrennen a | Distanzrennen a | Distanzrennen a | Distanzrennen a | Distanzrennen a | Skiathlon Verfolgung | Sprint | Etappen- rennen b | Gesamt | Team   | Team    |
| Platzierung               | ≤ 5 km          | ≤ 10 km         | ≤ 15 km         | ≤ 30 km         | > 30 km         | Skiathlon Verfolgung | Sprint | Etappen- rennen b | Gesamt | Sprint | Staffel |
| ------------------------- | --------------- | --------------- | --------------- | --------------- | --------------- | -------------------- | ------ | ----------------- | ------ | ------ | ------- |
| 1. Platz                  |                 |                 |                 |                 |                 |                      |        |                   |        |        | 1       |
| 2. Platz                  |                 |                 |                 |                 |                 |                      |        | 1                 | 1      |        |         |
| 3. Platz                  |                 | 1               |                 |                 |                 |                      |        |                   | 1      |        |         |
| Top 10                    |                 | 12              |                 |                 |                 | 4                    | 4      | 3                 | 23     | 3      | 1       |
| Punkteränge               |                 | 15              |                 |                 |                 | 4                    | 19     | 3                 | 41     | 4      | 1       |
| Starts                    |                 | 18              |                 |                 |                 | 6                    | 26     | 4                 | 54     | 4      | 1       |
| Stand: Saisonende 2021/22 |                 |                 |                 |                 |                 |                      |        |                   |        |        |         |

### Weltcup-Gesamtplatzierungen
| Saison  | Gesamt | Gesamt | Distanz | Distanz | Sprint | Sprint |
| Saison  | Punkte | Platz  | Punkte  | Platz   | Punkte | Platz  |
| ------- | ------ | ------ | ------- | ------- | ------ | ------ |
| 2017/18 | 31     | 79.    | –       | –       | 31     | 50.    |
| 2018/19 | 21     | 85.    | –       | –       | 21     | 48.    |
| 2020/21 | 851    | 5.     | 364     | 8.      | 127    | 14.    |
| 2021/22 | 483    | 15.    | 254     | 12.     | 69     | 31.    |